# AM Amin Uddin
Abu Mohammad Amin Uddin' (connu sous le nom de AM Amin Uddin ; né le 29 septembre 1962) est un avocat bangladais, le 14e procureur général du Bangladesh ainsi que le président du comité exécutif du barreau de la Cour suprême du Bangladesh 2020 - 2021 pour le deuxième mandat consécutif.

## Jeunesse
Uddin est né dans l'upazila Kulaura, dans le district de Maulvi Bazar, dans ce qui était alors le Pakistan oriental. Il a obtenu son HSC au Dhaka City College et sa licence au Dhaka College. Il a obtenu son diplôme de LLB au Central Law College en 1982.

## Carrière
Uddin a commencé à exercer en tant qu'avocat le 26 octobre 1987. Il a ensuite été inscrit à la Haute cour de Dacca le 28 octobre 1989 et à la division d'appel en 2003, toutes deux à la Cour suprême du Bangladesh. Il a été assistant du procureur général de 1996 à 2000 et procureur général adjoint de 2000 à 2001,.
Uddin a été secrétaire du comité exécutif de l'association du barreau de la Cour suprême du Bangladesh de 2006 à 2007. Il s'est vu conférer le statut de Senior Advocate en 2015.
En octobre 2020, le président Md Abdul Hamid a nommé l'avocat AM Amin Uddin au poste de procureur général du Bangladesh. Il occupe le poste vacant créé après le décès de l'ancien procureur général, Mahbubey Alam, décédé le mois précédent. Il a déclaré au Daily Star qu'il poursuivrait le travail du gouvernement et de l'ancien procureur général Mahbubey Alam pour instaurer l'État de droit et la justice dans le pays et qu'il n'y avait aucun obstacle juridique à l'exercice de la fonction de président de la SCBA tout en occupant le poste de procureur général.

## Jugements
Uddin representait Shafat Ahmed, principal accusé dans l'affaire du double viol de Banani en 2019. En 2020, en tant que procureur général, il a représenté le Bangladesh quand la Haute Cour a ordonné aux autorités concernées de prendre les mesures juridiques nécessaires à l'encontre des personnes impliquées dans la dégradation des sculptures de Sheikh Mujibur Rahman et d'autres personnes.
Un avocat a fait valoir le 23 novembre 2021 que le gouvernement devrait former une commission d'enquête indépendante pour mener une enquête équitable sur les allégations contre les forces de l'ordre et les rendre plus responsables. Le procureur général AM Amin Uddin s'est opposé à la requête, déclarant que de nombreux membres des forces de l'ordre ont été punis pour leur mauvaise conduite par le mécanisme départemental de la police au cours des dernières années.